# 루카이어
루카이어(Rukai)는 대만 원주민인 루카이족의 언어로서 오스트로네시아어족에 속하는 대만제어이다. 루카이어에는 부다이, 라부안, 마가, 만타우란, 타난, 토아의 6가지 방언이 있다. 모든 방언을 통틀어 화자 수는 1만 명 정도이다. 방언 간 상호 의사 소통성의 정도는 차이가 있다.

## 분류
대만제어 학자인 폴 리(Paul Li)는 루카이어가 오스트로네시아조어에서 가장 먼저 갈라져 나온 언어라고 생각한다. 다음은 Li (2008:215)에 따른 타이완 제어의 분기 시점을 나타낸 것이다.
1. 오스트로네시아조어: 기원전 4,500년
2. 루카이어: 기원전 3,000년
3. 초우어파: 기원전 2,500년 (기원전 1,000년경에 초우어와 남초우어군으로 분기)
4. 기타 분기: 기원전 2,000년 ~ 0년
5. 서부평원어파: 기원전 1,000년

여러 학자들은 루카이어를 오스트로네시아어족 안에서 가장 외따로 떨어진 언어(중 하나)로 간주한다. 따라서 루카이어는 오스트로네시아조어의 재구에 있어 주요한 증거가 된다. Ross (2009)는 현재까지의 재구는 루카이어를 고려하지 않았으므로 오스트로네시아어족 전체를 설명하는 것으로 받아들일 수 없다고 주장했다.

## 음운론
대부분의 루카이어 방언은 네 개의 모음과 권설음 및 치간음 음소를 지녔다.
부다이 방언에는 네 개의 모음 /i ə a u/이 있다. 음운론적으로 자음으로 끝나는 단어들 끝에는 반향모음인 /i ə u/ 중 하나가 첨가되는데, 형태음운론적 모음과 달리 반향모음은 파생 과정에서 종종 탈락한다. 어간의 마지막 모음이 /a/인 경우 반향모음은 /ə/이다.
|        |        | 순음 | 치음 | 치경음 | 권설음 | 경구개음 | 연구개음 |
| ------ | ------ | ---- | ---- | ------ | ------ | -------- | -------- |
| 비음   | 비음   | m    |      | n      |        |          | ŋ        |
| 파열음 | 무성   | p    |      | t      |        |          | k        |
| 파열음 | 유성   | b    |      | d      | ɖ      |          | g        |
| 파찰음 | 파찰음 |      |      | t͡s     |        |          |          |
| 마찰음 | 무성   |      | θ    | s      |        |          |          |
| 마찰음 | 유성   | v    | ð    |        |        |          |          |
| 전동음 | 전동음 |      |      | r      |        |          |          |
| 접근음 | 접근음 | w    |      | l      | ɭ      | j        |          |

파이완어 및 중국어의 영향으로 젊은 화자들은 /ð/를 [z]로 발음하기도 한다. 타난 방언의 젊은 화자들은 /θ/를 /s/에 합류시키기도 한다.
만타우란 방언에서는 유성 파열음이 마찰음화하였다. *b > /v/, *d, *ɖ > /ð/, *g > /h/.
다음 표는 만타우란 방언의 자음 목록이다. 철자가 IPA와 다른 경우 각괄호 안에 나타내었다(Zeitoun 2007).
|        | 순음 | 치음   | 치경음 | 권설음 | 연구개음 | 성문음 |
| ------ | ---- | ------ | ------ | ------ | -------- | ------ |
| 비음   | m    |        | n      |        | ŋ ⟨ng⟩   |        |
| 파열음 | p    |        | t      |        | k        | ʔ ⟨’⟩  |
| 파찰음 |      |        | ts ⟨c⟩ |        |          |        |
| 마찰음 | v    | ð ⟨dh⟩ | s      |        |          | h      |
| 전동음 |      |        | r      |        |          |        |
| 접근음 |      |        | l      | ɭ ⟨lr⟩ |          |        |

4개 모음은 각각 a, i, e, o로 적는다.

## 참고 문헌
- Elizabeth Zeitoun. 2007. A grammar of Mantauran (Rukai). Taipei: Institute of Linguistics, Academia Sinica. Language and Linguistics Monograph Series A4-2. xviii + 551 pp. ISBN 978-986-01-1219-1.